# Chaplin (Kentucky)
Chaplin es un lugar designado por el censo ubicado en el condado de Nelson en el estado estadounidense de Kentucky. En el Censo de 2010 tenía una población de 418 habitantes y una densidad poblacional de 115,28 personas por km².

## Geografía
Chaplin se encuentra ubicado en las coordenadas 37°53′57″N 85°13′16″O / 37.89917, -85.22111. Según la Oficina del Censo de los Estados Unidos, Chaplin tiene una superficie total de 3.63 km², de la cual 3.58 km² corresponden a tierra firme y (1.21%) 0.04 km² es agua.

## Demografía
Según el censo de 2010, había 418 personas residiendo en Chaplin. La densidad de población era de 115,28 hab./km². De los 418 habitantes, Chaplin estaba compuesto por el 98.09% blancos, el 0% eran afroamericanos, el 0% eran amerindios, el 0% eran asiáticos, el 0% eran isleños del Pacífico, el 0.96% eran de otras razas y el 0.96% pertenecían a dos o más razas. Del total de la población el 2.39% eran hispanos o latinos de cualquier raza.